# Alterssoziologie

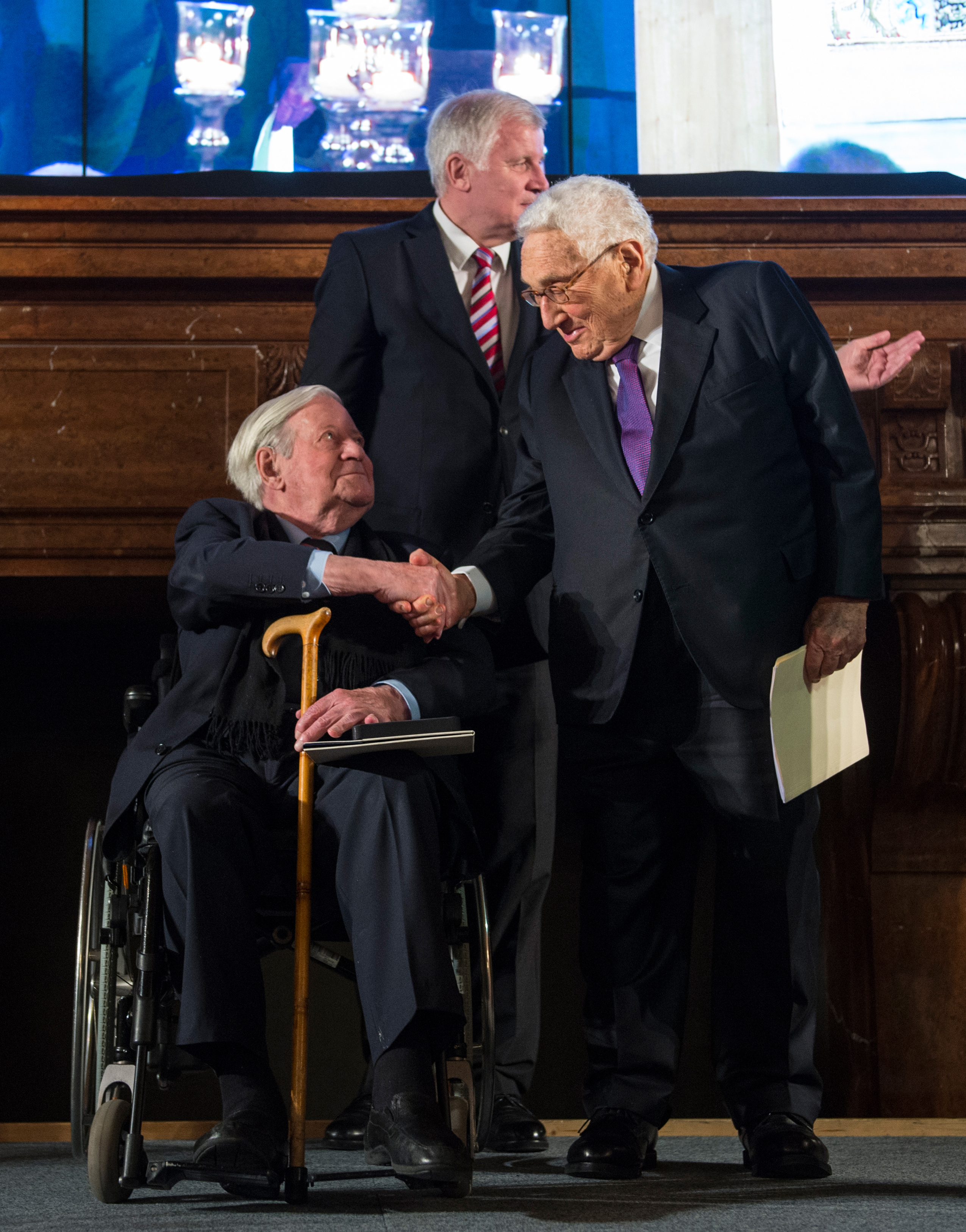
Politisch aktive Senioren 2014: Helmut Schmidt (damals 95 Jahre alt und körperlich beeinträchtigt) und Henry Kissinger (damals 91 Jahre alt). Die Frage, ob Horst Seehofer (damals 65 Jahre alt) als „alt“ gelten soll, ist umstritten.

Die Alterssoziologie ist eine Spezielle Soziologie. Sie befasst sich mit soziologischen Forschungen über Altern und soziale Gruppen höheren Alters, verfolgt Fragestellungen wie z. B. Altersaufbau der Bevölkerung, Beruf und Pensionierung, die familiale Situation und die Betreuungssituation von Senioren. Erkenntnisse von Alterssoziologen sind unmittelbar für den Alltag bedeutsam, z. B. in Form ihrer Umsetzung in der Altenpflege.
Im Jahr 2020 fokussierten Alterssoziologen ihren Blick „nicht nur auf das Alter als Lebensphase und soziale Lage“, sondern auch auf „den lebenslangen Prozess des Alterns“. Dabei wurde „in Zeiten des demografischen Wandels und kontinuierlich steigender Lebenserwartung […] die grundlegende Bedeutung des Alters als gesellschaftliche Strukturkategorie“ betont.

## Geschichte der Alterssoziologie

### USA
In den USA begann bereits in den 1920er Jahren eine Thematisierung des Alterns durch Soziologen. Als Grundlagenwerk für Alterssoziologen gilt die Schrift Senescence von Stanley Hall (1922). Dieser arbeitete mit demographischem Material und führte empirische Untersuchungen durch. Andere Soziologen untersuchten Themen wie die Ausgliederung von Senioren aus dem Erwerbsleben sowie die Lebens- und Wohnsituation danach, und Altersstufenkonzepte wurden entwickelt. Ab den 1960er Jahren wurde der vermeintliche Funktionsverlust älterer Menschen zum Schwerpunkt soziologischer Forschungen zum Alter(n). Die von Cummings und Henry 1961 vertretene „Disengagementtheorie“ (der zufolge zunehmendes Alter mit einem – bei Eintritt in den Ruhestand abrupten – Rückzug aus der Gesellschaft verbunden sei) erweist sich bis heute als wirkmächtig. In der Auseinandersetzung mit der Disengagementtheorie entwickelte sich in den USA eine eigenständige „Sociology of Age“. Vor allem Soziologen sahen in der Bekämpfung des Klischees vom generell „hilflosen, kranken Alten“, das viele für eine Form der Altersdiskriminierung halten, eine Hauptaufgabe.
Nach der Gründung der Arbeitsgruppe „Alter(n) und Gesellschaft“ (s. u.) durch die Deutsche Gesellschaft für Soziologie (DGS) im Jahr 1998 setzten sich zunehmend im deutschsprachigen Raum „amerikanische“ Themensetzungen und Methoden in den Wissenschaften vom Alter(n) durch.

### England
Der britische Historiker und Gerontologe Peter Laslett entwickelte in den 1980er Jahren eine differenziertere Betrachtung des Alterns und prägte den Begriff des Dritten Alters. Er wollte damit auf eine neue, historisch einmalige Lebensphase aufmerksam machen, die durch relative Gesundheit, Aktivität und Unabhängigkeit gekennzeichnet sei und Möglichkeiten der persönlichen Entfaltung und gesellschaftlichen Teilhabe biete. Der britische Alterssoziologe Paul Higgs und der Gerontologe Chris Gilleard beschrieben das vierte Alter als „eine Arena des inaktiven, ungesunden, unproduktiven und letztlich erfolglosen Alterns“.

### Deutschsprachiger Raum
Unter dem Einfluss US-amerikanischer Forschungen kritisierten Gertrud M. Backes und Wolfgang Clemens 2006 Sozialgerontologen im deutschsprachigen Raum. Diese behandelten immer noch Alter(n)sfragen als individuelle Fragen im sozialen Kontext und nicht auch als Gesellschaftsfragen. Anton Amann bestätigte 2008 den Eindruck, dass in der europäischen Sozialgerontologie der Primat der Praxisorientierung die Schwerpunktsetzungen der Forschung immer ausgreifender dominiert habe.
Eine „Verspätung“ deutschsprachiger im Vergleich zu US-amerikanischen Forschungen stellt auch das „Handbuch Frauen- und Geschlechterforschung“ fest. Während im englischsprachigen Bereich die ersten Studien zu „Gender and Ageing“ bereits in den 1980er Jahren veröffentlicht worden seien, „ging die Betrachtung des Alter(n)s lange Zeit mit einer einseitigen Konzentration auf das (verallgemeinerte) männliche (häufig gleichgesetzt mit menschliche) Alter(n), das Ausscheiden aus dem Erwerbsleben und dessen Konsequenzen, einher; in der Frauen- und Geschlechterforschung wiederum war Alter(n) kaum Thema.“ Lange Zeit sei im deutschsprachigen Raum die Auffassung vorherrschend gewesen, dass mit dem Eintritt in den Ruhestand verbundene Problemlagen kaum ein Frauen betreffendes Thema seien. „Alternde Frauen“ seien mithin eher ein Problemfeld für Mediziner und Psychologen. Die Kritik trifft allerdings nicht Gertrud M. Backes. Das Thema ihrer 1979 veröffentlichten Diplomarbeit im Fach Soziologie lautet: „Eine sozialwissenschaftliche Bedingungsanalyse der Alternsproblematik: aufgezeigt an der kumulativen Benachteiligung alter Frauen“.
Gertrud Backes bedauerte 2005 ferner, dass es den meisten Forschern nicht gelinge, ein differenziertes Bild vom Alter einerseits aus der „Belastungs- und Kostenperspektive“ und andererseits aus der „Ressourcen- und Chancenperspektive“ zu liefern. „In zahlreichen Beiträgen zur demographischen Entwicklung, zu Alter und Familie, zur Pflegebedürftigkeit oder zu anderen sozialpolitischen Themen finden sich“, so Backes, „immer wieder einseitige Hinweise auf das befürchtete negative Szenario, das mit dem Alter(n) und seiner Entwicklung in Zusammenhang gebracht wird. Entsprechend weit verbreitet ist auf der anderen Seite die Kritik an der Negativsicht des Alter(n)s und der Vernachlässigung der positiven Seite: der Entwicklungsmöglichkeiten.“

#### Österreich
In einem Nachruf auf Leopold Rosenmayr bezeichnete die Wiener Zeitung im März 2016 den gerade Verstorbenen als „Vater der modernen Alternsforschung“. Die berufliche Arbeit des Soziologen und Sozialphilosophen habe überwiegend aus dem „Nachdenken[…] über Altern, Jugend und Generationenkonflikte“ bestanden. Dieses habe er mit Methoden moderner Sozialforschung verbunden, die in Österreich nach dem Zweiten Weltkrieg neu gewesen seien. Insbesondere habe er dort die empirische Sozialforschung wiederbelebt. Rosenmayr wurde 1980 der erste Leiter des „Ludwig Boltzmann-Instituts für Sozialgerontologie und Lebenslaufforschung“ in Wien. Auf Rosenmayrs Studien stützen sich heute noch auch Nachfolger aus den Reihen der Alterssoziologie.

#### Deutschland
Im Januar 1999 warf der Gerontologe Fred Karl die Frage auf, ob die Soziologie sich bei der Erforschung des Alter(n)s in die  Gerontologie einbringen oder sich, wie viele andere Disziplinen, zunehmend eigenständig des Themas Alter annehmen werde. Eine Arbeitsgruppe „Alter(n) und Gesellschaft“ war bereits auf dem Soziologenkongress 1998 in Freiburg (Breisgau) gegründet werden. Eines der Gründungsmitglieder war Gertrud M. Backes. Aus der Arbeitsgruppe ging im Jahr 2000 die gleichnamige Sektion der Deutschen Gesellschaft für Soziologie (DGS) hervor. Die DGS-Sektion sieht es, wie auch die DGS als Ganze, als ihre Aufgabe an, „sozialwissenschaftliche Probleme zu erörtern, die wissenschaftliche Kommunikation der Mitglieder zu fördern und an der Verbreitung und Vertiefung soziologischer Kenntnisse mitzuwirken“. Die DGS ist ein 1909 gegründeter gemeinnütziger Verein.
Martin Kohli bezeichnet auch Aktivitäten von Soziologen, die sich vor 1998 mit Fragen des Alters und des Alterns befassten, als „Alterssoziologie“. Debatten unter den betreffenden Soziologen seien dadurch geprägt gewesen, dass die Lebensphase des Alters durchgängig mit der des Ruhestandes gleichgesetzt worden sei. Dadurch seien „Kategorien wie Disengagement, Aktivität, Subkultur, Stereotypisierung oder strukturelle[…] Abhängigkeit“ von Senioren in den Vordergrund der Debatten gelangt. Im Zuge der Alterung der Bevölkerung vieler westlicher Gesellschaften jedoch habe eine „De-Institutionalisierung“ in dem Sinne eingesetzt, dass das Ausscheiden aus dem Erwerbsleben immer weniger von einem bestimmten, von der Gesellschaft festgesetzten Lebensalter abhänge, wodurch der Begriff des Alters (als Forschungsgegenstand der Alterssoziologie) an Präzision verliere. Kohli kritisierte an den seinerzeit gängigen Analysen deutscher Alterssoziologen, dass „von Flexibilisierung im Sinne eines ‚gleitenden‘ Übergangs oder einer späteren Rückkehr in eine Erwerbstätigkeit […] noch wenig zu sehen“ sei. Genauer untersucht werden müssten Kohli zufolge:
- die „produktiven Tätigkeiten“ von Senioren jenseits der Erwerbsarbeit,

- die politische Partizipation von Senioren

und
- die Leistungen von Senioren im privaten (familialen) Generationenverhältnis.[18]

In einer im Januar 2022 durchgeführten Studie im Auftrag der Antidiskriminierungsstelle des Bundes gingen die Autorinnen, Eva-Marie Kessler und Lisa Marie Warner, unter anderem den Fragen nach, ab wann Menschen in Deutschland als „alt“ gelten und welches Bild vom Alter die Befragten haben.
Altersgrenzen: Auf die Frage, ab wann in der Gesellschaft Menschen als „alt“ gälten, antworteten 14,4 %: „50 Jahre“, 27,2 %: „60 Jahre“, 13,0 %: „65 Jahre“ und 18,1 %: „70 Jahre“. 16-24-Jährige gaben durchschnittlich „57 Jahre“ an, über 85 Jahre Alte „68 Jahre“. 

Auf die Frage: „Ab welchem Alter würden Sie persönlich jemanden als alt bezeichnen?“ antworteten 14,4 % mit: „60 Jahre“, 10,7 % mit: „65 Jahre“, 30,5 Prozent mit: „70 Jahre“, 10,5 % mit: „75 Jahre“ und 17,9 % mit: „80 Jahre“. 

Diese Ergebnisse zeigen, dass es zumindest in Deutschland keinen Konsens in der Bevölkerung (mehr) darüber gibt, wer als „alt“ gelten soll und wer nicht.
Laut Harald Künemund ist eine „objektive“ Antwort auf die Frage nach „der“ Untergrenze des Alters als Lebensphase nicht möglich, da der Begriff „Alter“ sich auf mehrere soziale Konstruktionen stütze. „Man kann z. B. für den menschlichen Lebenslauf zwischen biologischem, psychischem und sozialem Alter differenzieren.“

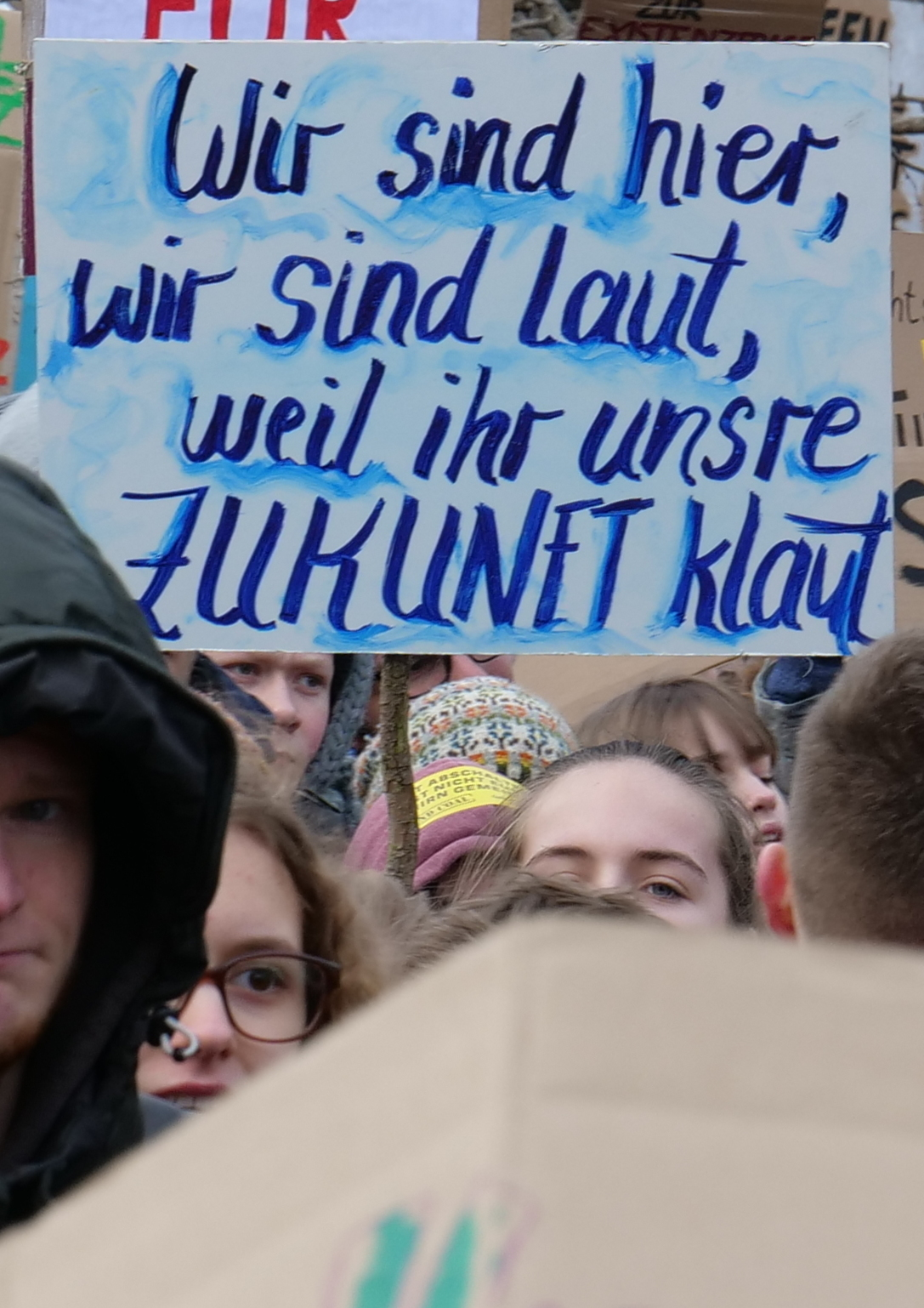
Vorwurf des „Zukunftsraubs“ durch überwiegend junge Fridays-for-Future-Demonstranten an die Adresse der älteren Generationen

Altersbilder: Am 15. Dezember 2022 hob Ferda Ataman, die Antidiskriminierungsbeauftragte des Bundes, die ihrer Ansicht nach bedenklichsten Ergebnisse der von der Antidiskriminierungsstelle des Bundes in Auftrag gegebenen Studie hervor: Mehr als die Hälfte der Befragten sei der Meinung, Alte würden nichts zum gesellschaftlichen Fortschritt beitragen. 51 Prozent seien für eine Regelung, wonach „Menschen nur bis zu einem bestimmten Alter, wie etwa bis 70 Jahre, politische Ämter haben dürfen“. Bei Themen wie politischer Beteiligung und Klimaschutz gebe es ein großes Spannungspotenzial zwischen den Generationen. Ataman fordert, den Begriff „Lebensalter“ in Artikel 3 des Grundgesetzes aufzunehmen, der Diskriminierungen auf der Grundlage der ausdrücklich in dem Artikel genannten (vermeintlichen) Eigenschaften von Menschen und Menschengruppen verbietet.

### Brasilien
Eine Besonderheit der brasilianischen Alterssoziologie besteht darin, dass ihre Vertreter unter „Alter“ nicht die letzte Lebensphase eines Menschen bzw. von Menschen verstehen, sondern im Sinne der Anzahl von Jahren, die ein Mensch bereits lebt. In diesem Sinne haben bereits Säuglinge ein „Alter“.  Folgerichtig werden von brasilianischen Alterssoziologen altersspezifische Problemlagen aller Altersstufen untersucht.

## Zuordnung alterssoziologischer Aktivitäten zu Kategoriensystemen
Alterssoziologen erörtern sowohl mikro- als auch meso- und makrosoziologische Problemlagen. Wie auch in der allgemeinen Soziologie, der Gerontologie und der Sozialpolitik werden auf der Mikro-Ebene Kategorien wie Position, Status, Rolle, Identität, Sozialisation und Familie bearbeitet. Auf der Meso-Ebene geht es um Themen wie die Institutionen- und Organisationsentwicklung (vor allem in der Altenhilfe und Altenpflege), auf der Makro-Ebene um Themen wie Armut, soziale Ungleichheit, soziale Lage, Lebensstile, sozialen Wandel, Normen und Werte.

## Erwartungen an die Arbeit von Alterssoziologen
Von Alterssoziologen wird erwartet, dass sie als soziologische Berater an der Erstellung von Expertisen und der Altenberichterstattung (siehe: Altenbericht) für die Politik mitwirken, und zwar auf allen Ebenen der Entscheidungsfindung (Kommunal-, Kreis-, Landes-, Bundes- und Europapolitik).
Alterssoziologen beteiligen sich an der didaktischen Vermittlung soziologischen Wissens für Berufe der Altenhilfe, Altenpflege und Gerontologie an Fachseminaren für Altenpflege – unter kirchlicher, öffentlicher und privater Trägerschaft –, Fachhochschulen und Universitäten. Wissenschaftliche Zentren alternssoziologischer Forschung sind in Deutschland die Technische Universität Dortmund, die Universität Kassel und die Hochschule Vechta.
Alterssoziologen arbeiten im deutschsprachigen Raum regelmäßig mit Kollegen aus benachbarten Forschungsdisziplinen und aus den anderen deutschsprachigen Ländern zusammen. Dies trifft z. B. auf die Kooperation im Vorfeld von Tagungen des „Alternsforschungszentrums FH-Kärnten (IARA)“ zu. Für die IARA-Tagung 2017 in Villach wurde z. B. von fünf Fachgesellschaften aus den Fachbereichen Gerontologie, Alterssoziologie, Soziale Arbeit und Landsoziologie in Österreich, Deutschland und der Schweiz das Themenfeld „Konstruktionen und Gestaltungen des Alterns in ruralen Lebenswelten“ bearbeitet. Einen Beitrag aus den Reihen der Alterssoziologie lieferte Rebekka Rohner durch ihren Vortrag zum „Sicherheitsempfinden älterer Menschen in urbanen und ruralen Gemeinden“.
Nicht nur (Sozial-)Gerontologen sind bevorzugte Kooperationspartner von Alterssoziologen, sondern auch (Sozial-)Psychologen. So sind z. B. die Autorinnen der oben angeführten Studie im Auftrag der Antidiskriminierungsstelle des Bundes Psychologinnen.

## Alterssoziologie und Sozialgerontologie
Die spezialisierten Wissenschaften Alterssoziologie und Sozialgerontologie werden beide vom Leibniz-Institut für Sozialwissenschaften unter der Kategorie „Gerontologie“ einsortiert.
Die Sozialgerontologen Cornelia Kricheldorff, Kirsten Aner, Ines Himmelsbach und Rüdiger Thiesemann beschreiben ihre Arbeit mit den Worten: „Die Sozialgerontologie wird als wissenschaftsbasierte, aber auch anwendungsorientierte Unterdisziplin der Gerontologie betrachtet. Sie konzentriert sich besonders auf soziale Beziehungen im Alter, die soziale Teilhabe älterer und alter Menschen und den Schutz ihrer individuellen Bedürfnisse. Selbstbestimmung und Autonomie sind wichtige Wertorientierungen. Zentrale Ziele sind die Lebensqualität und Zufriedenheit mit dem Leben aus der Sicht persönlicher Ressourcen und den individuellen Bedingungen des Alterns im Sinne der Differentialgerontologie.“
Dass eine scharfe Abgrenzung zwischen der Sozialgerontologie und der Alterssoziologie von Vertretern der Gerontologie nicht beabsichtigt ist, belegt eine Beschreibung der Aufgaben des „Instituts für Gerontologie“ an der Universität Vechta: Das Institut überwinde „disziplinäre Engführungen durch eine konsequent multidisziplinäre Betrachtung der interessierenden Aspekte.“